# Tisovec (okres Rimavská Sobota)
Tisovec (německy Theissholz, maďarsky Tiszolc) je město na středním Slovensku, v Banskobystrickém kraji. Město se nachází na řece Rimava, v Slovenském rudohoří cca 35 km od Rimavské Soboty a cca 60 km od Banské Bystrice. 
Městem prochází železniční trať Brezno – Jesenské a silnice I/72. Ve městě žije přibližně 3 700 obyvatel.

## Historie
Nejstarším svědectvím o osídlení lokality jsou archeologické nálezy na vrchu Hradová z období mladší doby bronzové, přibližně z let 1000–400 př. n. l. První písemná zmínka o osadě „Tyzolc“ je z roku 1334. Městečkem se Tisovec stal koncem 15. nebo začátkem 16. století.
V období slovenského národního obrození byl Tisovec centrem místních spolků, knihovny, nedělní školy; působili zde významní národovci jako August Horislav Škultéty, Samuel Hojč, Daniel Gabriel Lichard, Jonatan Dobroslav Čipka a jiní. Jistý čas zde v roce 1847 žil Štefan Marko Daxner, který zformuloval Memorandum národa slovenského. Významnou roli v budování slovenského národního povědomí sehrála spisovatelka Terézia Vansová, která ve městě založila spolek Živena. Kulturně-společenský život se zde udržel na vysoké úrovni i během maďarizace ve druhé polovině 19. století, kdy ve městě působilo ochotnické divadlo, zpěvácký spolek a hasičský spolek. Tisovská spořitelna byla zřízena v roce 1896, začátkem 20. století zde působily kromě železáren i vápenka, kamenolom, elektrárna, pila a brynzárna.
Během druhé světové války obyvatelé podporovali partyzány v okolních horách. Byla zde zřízena polní nemocnice.

## Přírodní poměry
Město leží na rozhraní Muráňské planiny ve Spišsko-gemerském krasu a Stolických vrchů. Severně a západně od města se nachází národní park Muráňská planina, jehož součástí se stala bývalá národní přírodní rezervace Hradová a západně také chráněný areál Tisovský kras, který nahradil starší přírodní rezervace Suché doly a Hlboký jarok. Na jižním okraji města leží nevelký mokřad Vachtové jazierko.

## Části města
- Rimavská Píla
- Slávča
- Rimava

## Osobnosti
- Vladimír Clementis
- Štefan Marko Daxner
- Vladimír Daxner
- Marián Lapšanský
- Bohuslav Nosák
- Július Nosko
- Terézia Vansová
- Ladislav Záborský

## Partnerská města a obce
- Ludgeřovice, Česko
- Nowy Zmigród, Polsko
- Putnok, Maďarsko
- Shenandoah (Iowa), USA
- Tăuții-Măgherăuș, Rumunsko